# 扁鼻南美南極魚
扁鼻南美南極魚為輻鰭魚綱鱸形目南極魚亞目南極魚科的其中一種，分布於南美洲智利及福克蘭群島海域，為底棲性魚類，屬肉食性，生活習性不明。

## 擴展閱讀
維基物種上的相關：扁鼻南美南極魚